# Zygoptera
Los zigópteros (Zygoptera) son un suborden del orden Odonata conocidos vulgarmente como caballitos del diablo o también, menos frecuentemente, como damiselas (del francés demoiselles, "señoritas"). Se diferencian de otros odonatos porque sus alas en descanso se alinean junto al abdomen y porque los ojos están considerablemente separados.

## Descripción general

Ilustración del ala de un caballito del diablo. Tanto las alas delanteras como las traseras son similares

El plan corporal general de un caballito del diablo es similar al de una libélula. Los ojos compuestos son grandes pero están más separados y son relativamente más pequeños que los de una libélula. Por encima de los ojos está el frons o frente, por debajo de éste el clypeus, y en el labio superior el labrum, un órgano extensible utilizado en la captura de presas. La parte superior de la cabeza lleva tres ojos simples (ocelos), que pueden medir la intensidad de la luz, y un par diminuto de antenas que no cumplen ninguna función olfativa, pero que pueden medir la velocidad del aire. Muchas especies presentan dimorfismo sexual; los machos suelen ser de colores brillantes y distintivos, mientras que las hembras son más sencillas, de críptico, y más difíciles de identificar para las especies. Por ejemplo, en Coenagrion, los azules euroasiáticos, los machos son de color azul brillante con marcas negras, mientras que las hembras suelen ser predominantemente verdes o marrones con negro. Unas pocas especies dimórficas muestran un polimorfismo limitado a las hembras, que presentan dos formas, una distinta y otra con el patrón de los machos. Las que se parecen a los machos, las andromorfas, suelen ser menos de un tercio de la población de hembras, pero la proporción puede aumentar considerablemente y una teoría que explica esta respuesta sugiere que ayuda a superar el acoso de los machos. Algunos caballitos del diablo coenagriónidos muestran un polimorfismo limitado a los machos, un fenómeno aún menos comprendido.
En general, los caballitos del diablo son más pequeños que las libélulas, siendo los más pequeños los miembros del género Agriocnemis . Sin embargo, los miembros de la Pseudostigmatidae (caballitos del diablo helicóptero o gigantes del bosque) son excepcionalmente grandes para el grupo, con una envergadura de hasta 19 cm en Megaloprepus' y una longitud corporal de hasta 13 cm en Pseudostigma aberrans.

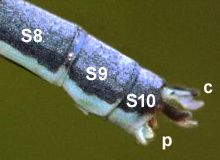
Segmentos terminales del abdomen de un caballito del diablo (Pseudagrion caffrum) mostrando los segmentos 8-10 (S8, S9, S10), los apéndices superiores o cerci (c) y los apéndices inferiores o paraproctos (p)

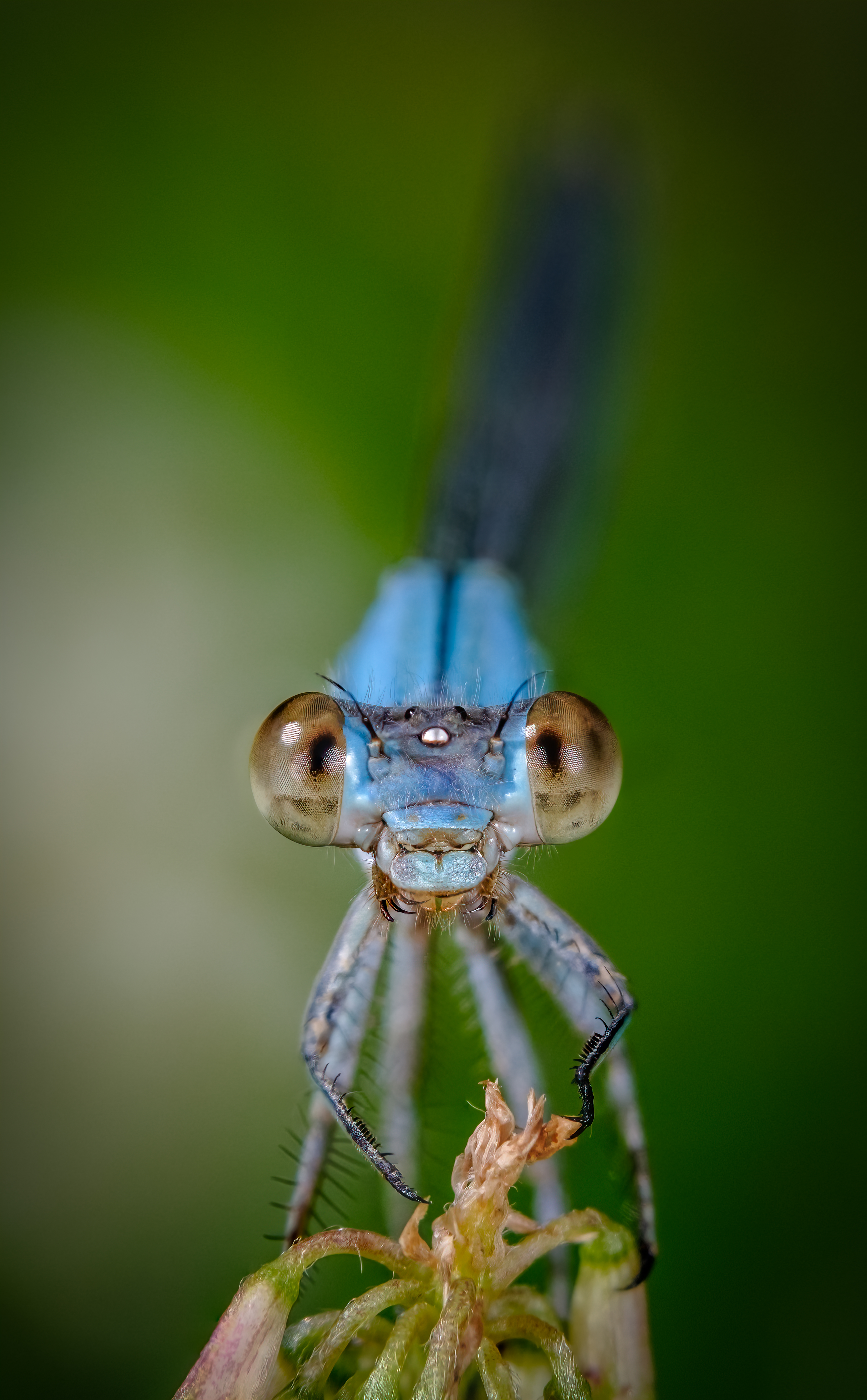
Cabeza de damisela mostrando ojos compuestos, ocelli, antennae, y estructuras bucales

El primer segmento del torácico es el protórax, que contiene el par de patas delanteras. La articulación entre la cabeza y el protórax es delgada y flexible, lo que permite al caballito del diablo girar la cabeza y maniobrar más libremente al volar. Los demás segmentos torácicos son el mesotórax y el metatórax fusionados (denominados conjuntamente sintórax), cada uno con un par de alas y un par de patas. Una franja oscura conocida como franja humeral va desde la base de las alas delanteras hasta el segundo par de patas, y justo delante de ésta se encuentra la franja antehumeral, de color pálido.

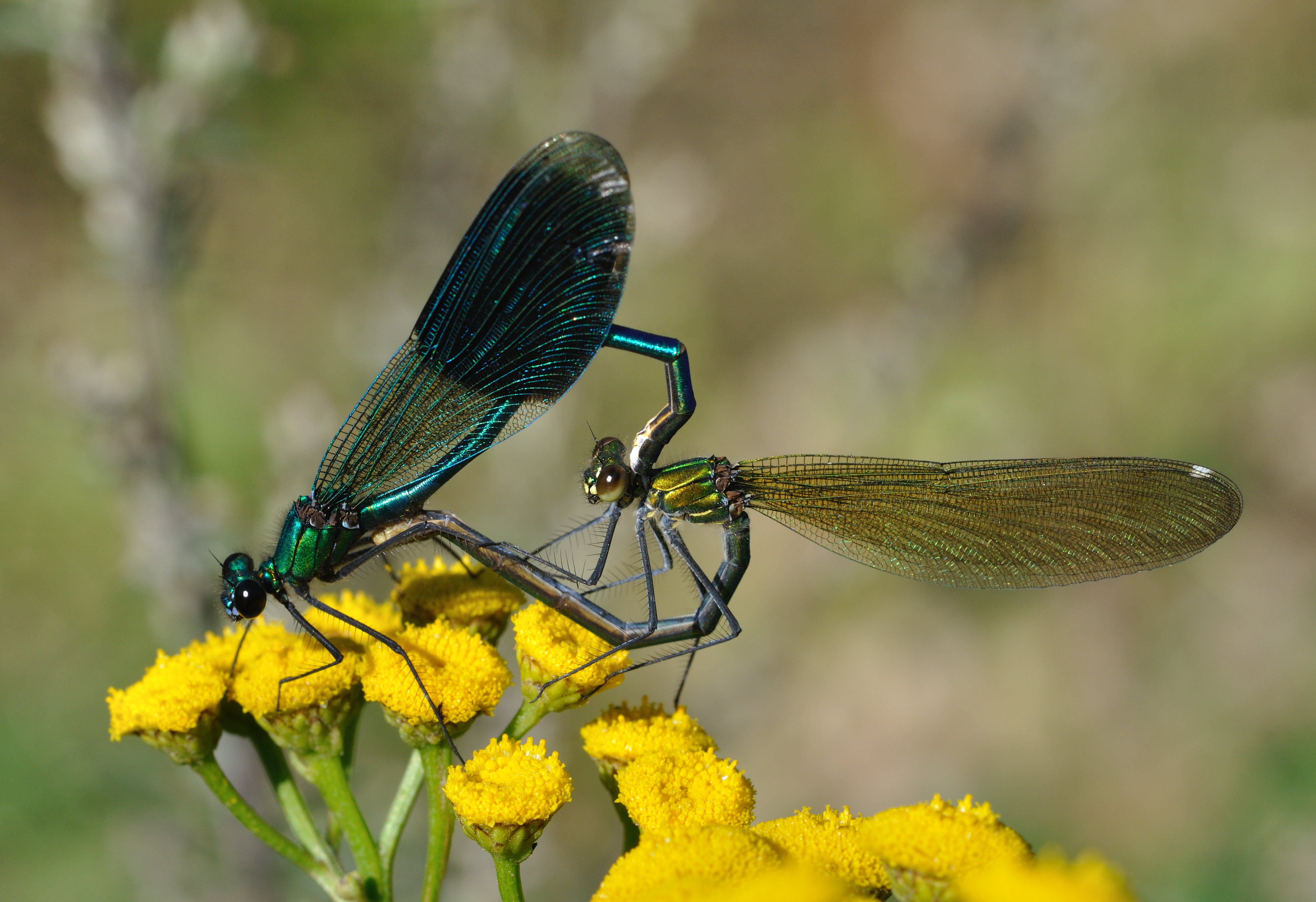
Macho (izquierda) y hembra de la demoiselle anillada, Calopteryx splendens, mostrando su alas de distinto color

Las alas delanteras y las traseras tienen un aspecto similar y son membranosas, estando reforzadas y sostenidas por venas longitudinales que están unidas por muchas venas transversales y que están llenas de hemolinfa. Los marcadores de las especies incluyen marcas cuadrangulares en las alas conocidas como pterostigma o estigma, y en casi todas las especies, hay un nodus cerca del borde anterior. El tórax alberga los músculos de vuelo. Muchos caballitos del diablo (por ejemplo, Lestidae, Platycnemidae, Coenagrionidae) tienen alas claras, pero algunos (Calopterygidae, Euphaeidae) tienen alas coloreadas, ya sea uniformemente impregnadas de color o marcadas audazmente con una mancha de color. En especies como la demoiselle anillada, Calopteryx splendens los machos tienen tanto un cuerpo verde más oscuro como grandes manchas azul violáceo oscuro en las cuatro alas, que parpadean llamativamente en sus bailes de cortejo aéreos; las hembras tienen alas verdosas pálidas y translúcidas.
El abdomen es largo y delgado y consta de diez segmentos. Los genitales secundarios de los machos se encuentran en la parte inferior de los segmentos dos y tres y son visibles, por lo que es fácil distinguir el sexo de la caballito del diablo cuando se mira de lado. La abertura genital de la hembra se encuentra en la parte inferior, entre los segmentos ocho y nueve. Puede estar cubierta por una placa subgenital, o extendida en un complejo ovipositor que les ayuda a poner los huevos dentro del tejido vegetal. El décimo segmento en ambos sexos lleva cerci y en los machos, su parte inferior lleva un par de paraproctos.
Los caballitos del diablo (excepto las alas extendidas, Lestidae) descansan sus alas juntas, por encima de su cuerpo, mientras que las libélulas descansan con las alas extendidas diametralmente separadas; las alas extendidas descansan con las alas ligeramente separadas. Los caballitos del diablo tienen el cuerpo más delgado que las libélulas y sus ojos no se superponen. Las ninfas de los caballitos del diablo se diferencian de las ninfas de las libélulas en que poseen branquias caudales (en el abdomen), mientras que las libélulas respiran por el recto. Las ninfas de damiselas nadan mediante ondulaciones similares a las de los peces, y las branquias funcionan como una cola. Las ninfas de libélula pueden expulsar agua por el recto para escapar rápidamente.

## Distribución geográfica y diversidad
Los odonatos se encuentran en todos los continentes excepto en la Antártida. Aunque algunas especies de libélulas tienen una amplia distribución, los caballitos del diablo tienden a tener áreas de distribución más pequeñas. La mayoría de los odonatos se reproducen en agua dulce; algunos caballitos del diablo de la familia Caenagrionidae se reproducen en agua salobre (y una sola especie de libélula se reproduce en agua de mar). Las libélulas se ven más afectadas por la contaminación que los caballitos del diablo. La presencia de odonatos indica que un ecosistema es de buena calidad. Los ambientes más ricos en especies tienen una variedad de microhábitats adecuados, que proporcionan cuerpos de agua adecuados para la reproducción.
Aunque la mayoría de los caballitos del diablo viven a poca distancia de donde nacieron, algunas especies y algunos individuos dentro de una especie se dispersan más ampliamente. Los cola de tenedor de la familia Coenagrionidae parecen particularmente propensos a hacer esto; los machos grandes de azul boreal (Enallagma boreale) en Columbia Británica a menudo migran, mientras que los más pequeños no lo hacen. Se sabe que abandonan sus hábitats ribereños, vuelan hacia arriba hasta perderse de vista y, presumiblemente, son dispersados a lugares lejanos por los vientos más fuertes que se encuentran en altitudes elevadas. De esta forma podrán aparecer en una localidad donde el día anterior no se habían visto caballitos del diablo. El de cola de tenedor de Rambur (Ischnura ramburii) se ha encontrado, por ejemplo, en plataformas petrolíferas en lugares lejanos del Golfo de México.

## Biología
Los caballitos del diablo, como el resto de odonatos, son hemimetábolos (metamorfosis incompleta) y su estadio ninfal es acuático. La hembra pone huevos en el agua, a veces en la vegetación sumergida, o en lo alto en árboles, en cavidades que reciben agua de lluvia. Las ninfas son carnívoras, comiendo larvas de mosquitos, Daphnia, y otros organismos acuáticos.
Las branquias de las ninfas son grandes y externas, al final del abdomen. Después de un tiempo importante en la metamorfosis,el principal objetivo del adulto emerge y come moscas, mosquitos, y otros insectos pequeños[cita requerida]. Algunas especies tropicales grandes se alimentan de arañas.

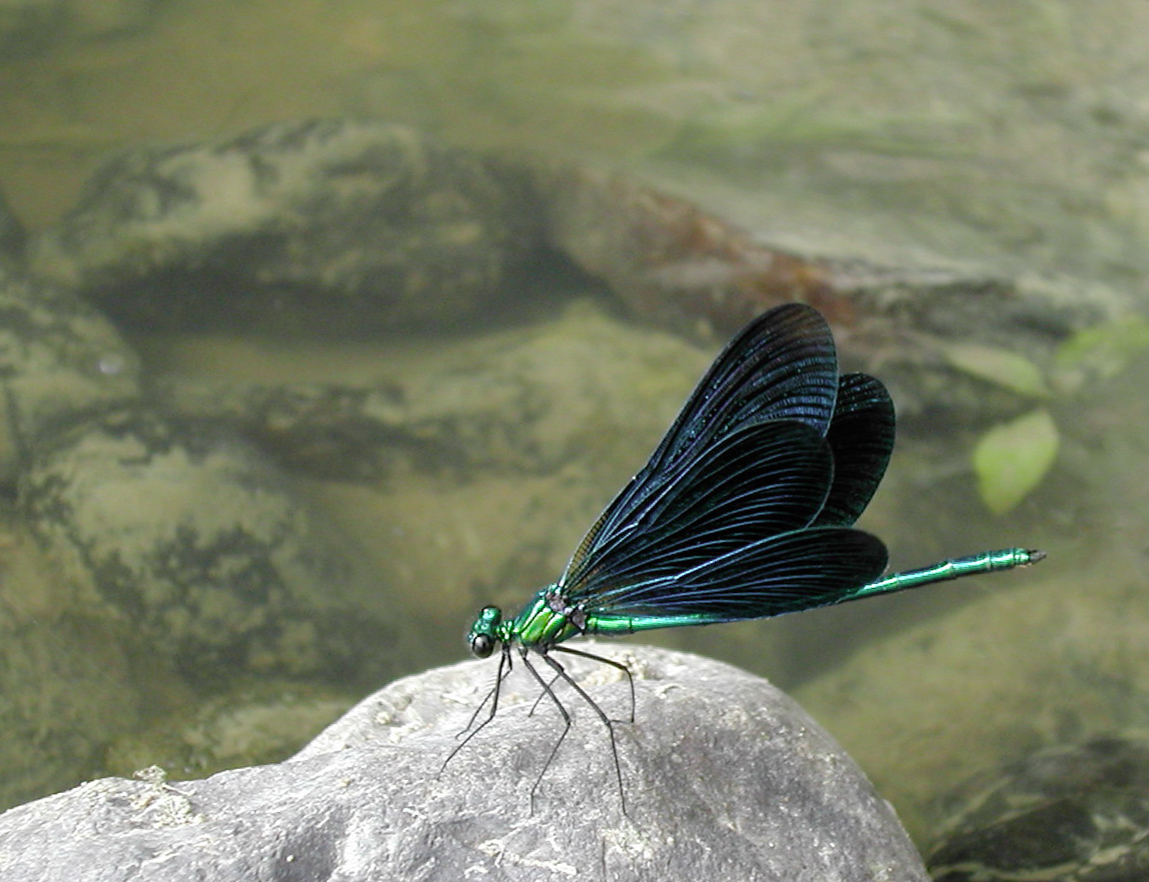
Calopteryx virgo
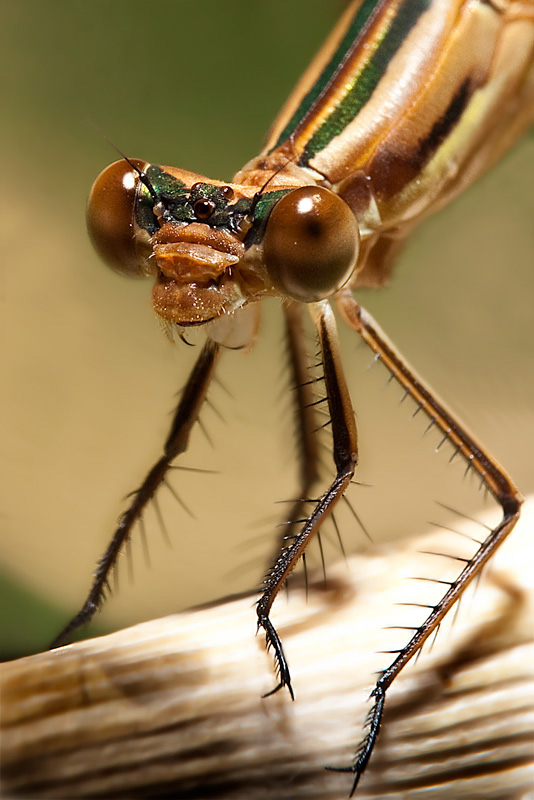
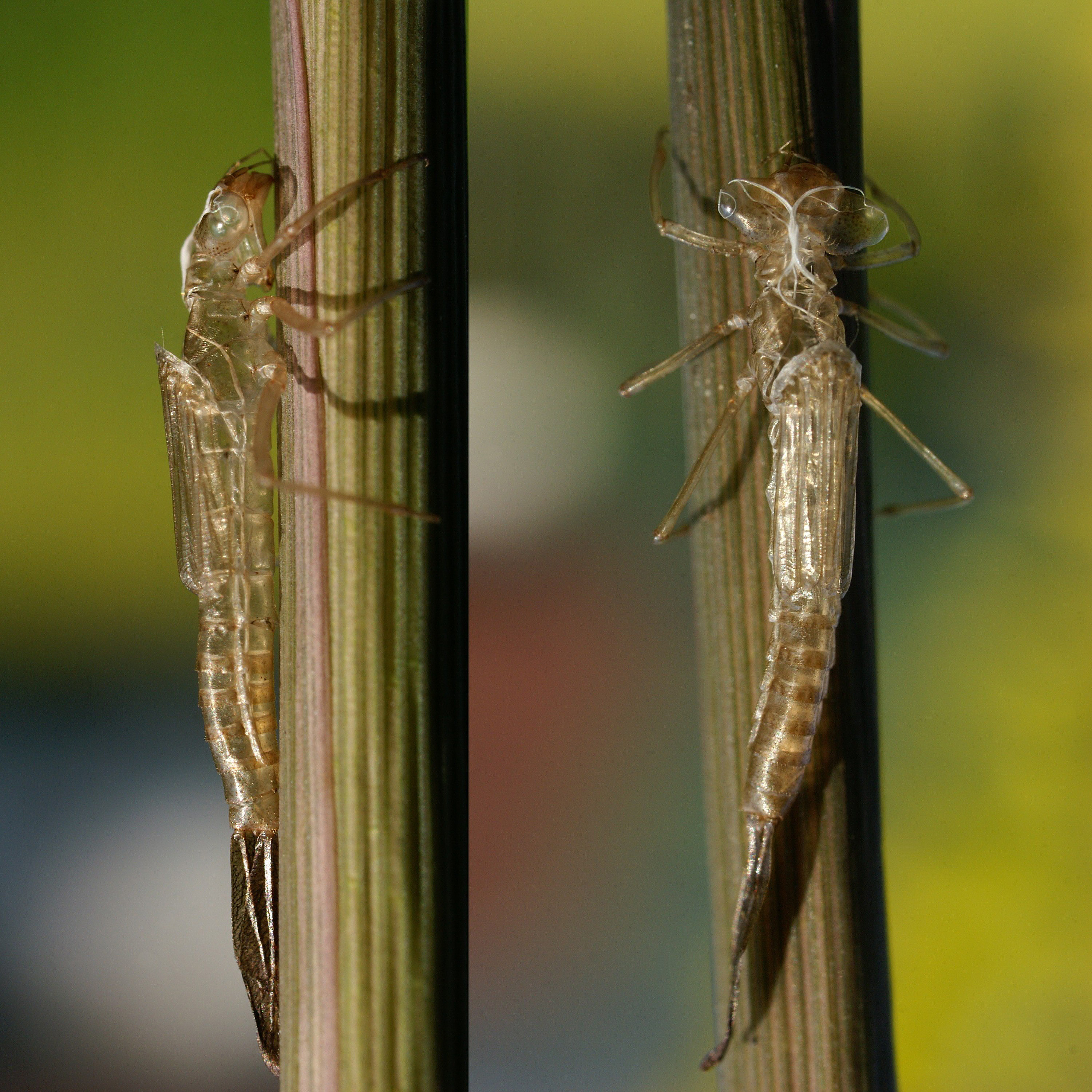
Exuvias de ninfas de zigópteros

### Ecología

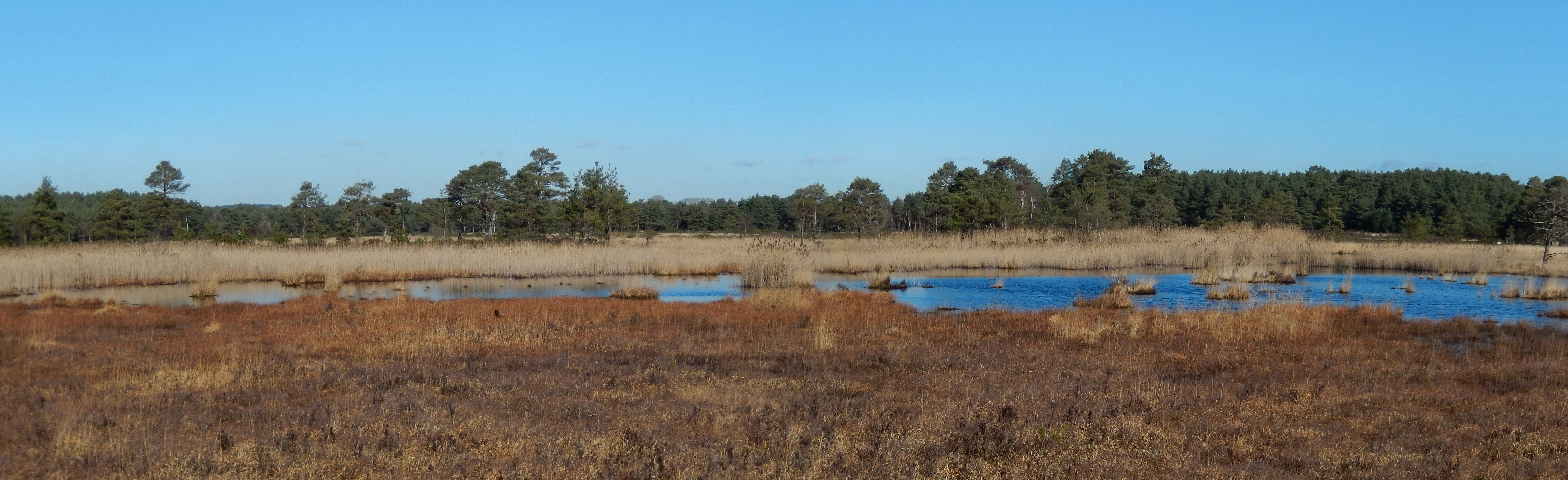
Hábitat del caballito del diablo: panorama de Thursley Common, vista hacia las pozas de barro ácido.

Los caballitos del diablo existen en una serie de hábitats dentro y alrededor de los humedales necesarios para su desarrollo larvario; estos incluyen espacios abiertos para encontrar pareja, perchas adecuadas, aspecto abierto, lugares de descanso, especies de plantas adecuadas para la oviposición y una calidad de agua adecuada, y los odontatos se han utilizado con fines de bioindicación respecto a la calidad del ecosistema. Las distintas especies tienen diferentes requisitos para sus larvas en lo que respecta a la profundidad del agua, el movimiento del agua y el pH.
La mosca azul común europea (Enallagma cyathigerum), por ejemplo, puede aparecer en altas densidades en aguas ácidas donde no hay peces, como en las charcas de las ciénagas.
La pequeña damisela de cola azul (Ischnura pumilio), por el contrario, requiere hábitats ricos en bases y agua con un flujo lento. Se encuentra en zanjas, canteras, rezumaderos, ciénagas, pantanos y charcas. Tolera altos niveles de zinc y cobre en el sedimento, pero requiere plantas emergentes adecuadas para la puesta de huevos sin que el agua esté ahogada por las plantas. La dependencia de los caballitos del diablo de los hábitats de agua dulce los hace muy vulnerables a los daños en los humedales por el drenaje para la agricultura o el crecimiento urbano.
En los trópicos, el caballito del diablo helicóptero Mecistogaster modesta (Pseudostigmatidae) se reproduce en fitotelmata, las pequeñas masas de agua atrapadas por las bromelias, plantas epífitas del bosque húmedo del noroeste de Costa Rica, con una alta densidad de unas 6000 larvas por hectárea en parches de bosque secundario. Otra especie tropical, el caballito del diablo Thaumatoneura inopinata (Megapodagrionidae), habita en cascadas de Costa Rica y Panamá.
Los caballitos del diablo, tanto las ninfas como los adultos, son devorados por una serie de depredadores, entre los que se encuentran aves, peces, ranas, libélulas, otros caballitos del diablo, arañas de agua, escarabajos acuáticos, nadadores de espalda y chinches de agua gigantes.
Los caballitos del diablo tienen una variedad de parásitos internos y externos. Son especialmente frecuentes los protozoos gregarina que se encuentran en el intestino. En un estudio sobre el caballito del diablo común europeo, todos los insectos adultos estaban infectados en plena temporada de vuelo. Cuando están presentes en gran número, estos parásitos pueden causar la muerte al bloquear el intestino. Los ácaros acuáticos de color rojo brillante Hydracarina se ven a menudo en el exterior tanto de las ninfas como de los adultos, y pueden pasar de uno a otro en la metamorfosis. Succionan los fluidos corporales y pueden llegar a matar a las ninfas jóvenes, pero los adultos no se ven relativamente afectados, ya que es necesario para completar el ciclo vital del ácaro que éste vuelva al agua, una hazaña que se consigue cuando el caballito del diablo adulto se reproduce.